# Верхний Пёлдус
Верхний Пёлдус — река в России, течёт по территории Мезенского района Архангельской области. Вытекает из Пёлдусских озёр на высоте 75 м над уровнем моря. Устье реки находится в 121 км по левому берегу реки Пёзы на высоте 20 м над уровнем моря. Длина реки составляет 28 км.

## Данные водного реестра
По данным государственного водного реестра России относится к Двинско-Печорскому бассейновому округу, водохозяйственный участок реки — Мезень от водомерного поста деревни Малонисогорская и до устья. Речной бассейн реки — Мезень.
Код объекта в государственном водном реестре — 03030000212103000049965.